# Митаж
Митаж (пол. Mytarz) — село в Польщі, у гміні Новий Змигород Ясельського повіту Підкарпатського воєводства.
Населення — 397 осіб (2011).
Після війни частину українського населення в 1944—1946 р. виселено до СРСР. Решту тероризували і вбивали польське військо і банди поляків, вцілілих (2 особи) було депортовано в ході операції «Вісла» 25.05-31.05.1947 на Повернені Землі.
У 1975-1998 роках село належало до Кросненського воєводства.

## Демографія
Демографічна структура станом на 31 березня 2011 року:
|          | Загалом | Допрацездатний вік | Працездатний вік | Постпрацездатний вік |
| -------- | ------- | ------------------ | ---------------- | -------------------- |
| Чоловіки | 208     | 46                 | 141              | 21                   |
| Жінки    | 189     | 31                 | 109              | 49                   |
| Разом    | 397     | 77                 | 250              | 70                   |